# Aciura
Aciura este un gen de muște din familia Tephritidae.

Cladograma conform Catalogue of Life:
| Aciura | \| \| Aciura afghana \| \| \| \| \| \| Aciura coryli \| \| \| \| |
|        | \| \| Aciura afghana \| \| \| \| \| \| Aciura coryli \| \| \| \| |
|        | Aciura afghana                                                   |
|        |                                                                  |
|        | Aciura coryli                                                    |
|        |                                                                  |